# Biban Balhaș
Bibanul Balhaș (Perca schrenkii) este o specie de biban nativă Kazakhstanului, (în Lacul Balhaș și Lacul Alakol), Uzbekistanului și Chinei. Este asemenător bibanului european, crescând până la o dimensiune comparabilă.